# Port skafandra kosmicznego

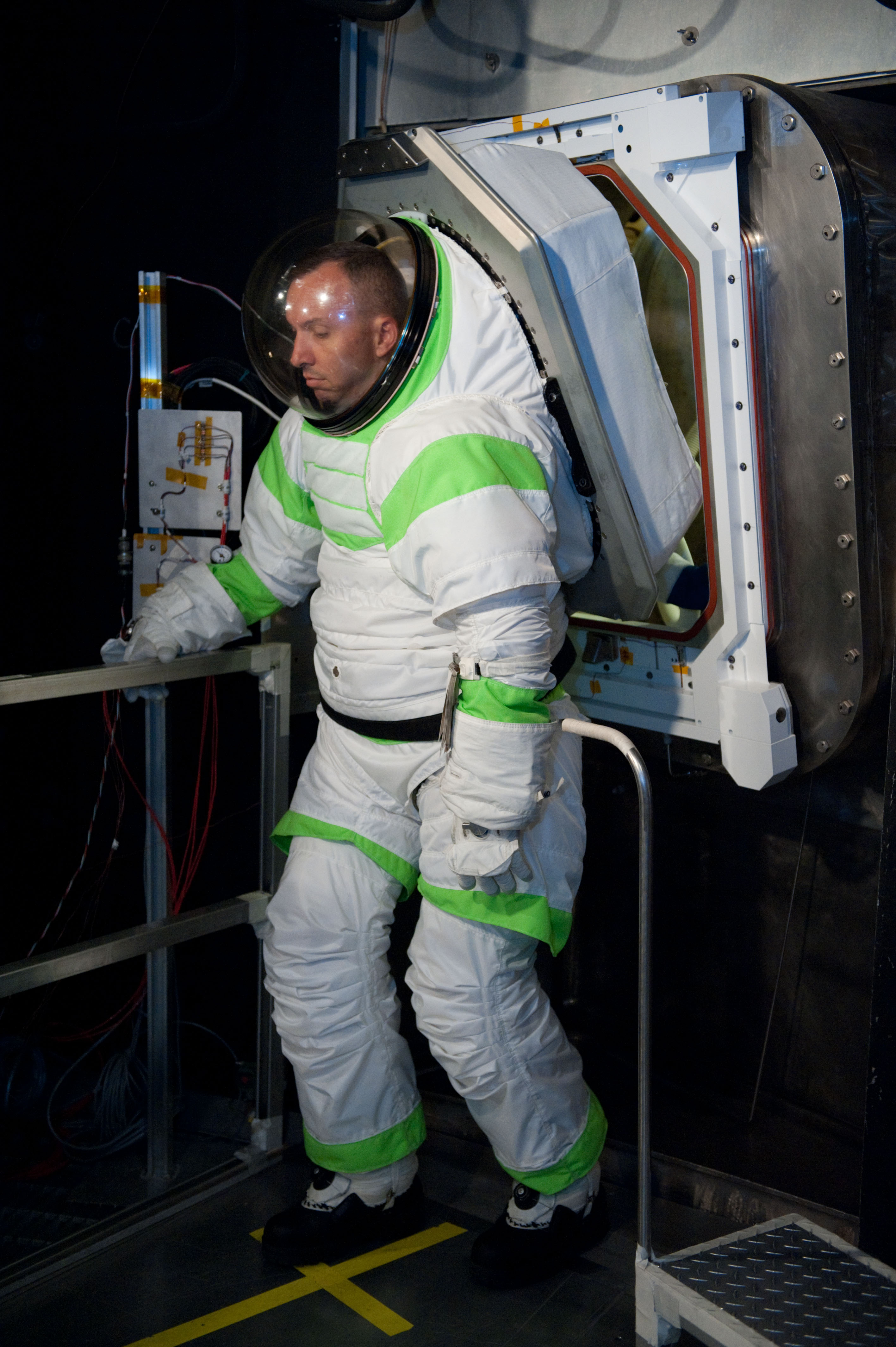
Testowanie suitportu skafandra Z-1

Port pozapojazdowego skafandra kosmicznego (inna proponowana nazwa: suitport) jest połączeniem pomiędzy wnętrzem pojazdu kosmicznego lub hermetycznego łazika, a pozapojazdowym kombinezonem kosmicznym w sytuacji, gdy kombinezon kosmiczny jest zamontowany na zewnątrz pojazdu kosmicznego.

## Budowa
W ścianie pojazdu/habitatu znajduje się kilkudziesięciocentymetrowy luk. Podobnej wielkości otwór umieszczony w grzbietowej części skafandra jest wejściem do skafandra. Skafander jest zamocowany na zewnątrz w ten sposób, że otwory pokrywają się i połączenie między nimi jest hermetyczne.

## Użycie
Aby rozpocząć spacer kosmiczny astronauta otwiera wewnętrzny luk i używając uchwytów nad wejściem wsuwa się, nogami naprzód, do wnętrza kombinezonu. Otwór w kombinezonie zamyka się, montując plecak zawierający system podtrzymywania życia (zapas powietrza, urządzenia klimatyzacyjne, zasobniki energii). Luk wewnętrzny jest zamykany i hermetyzowany, a następnie kombinezon jest odłączany od pojazdu.

## Zalety rozwiązania
1. Suitport umożliwia astronaucie szybkie wejście/wyjście w kombinezon z wnętrza statku kosmicznego, a następnie szybkie odłączenie od suitportu i rozpoczęcie eksploracji. Szybki jest także powrót do wnętrza. Oprócz znacznej oszczędności czasu zwiększa to bezpieczeństwo astronautów w sytuacjach awaryjnych. Łatwe zakładanie eliminuje konieczność pomocy innych osób przy zakładaniu/zdejmowaniu skafandra.
2. Ponieważ skafander pozostaje na zewnątrz, unika się zanieczyszczenia wnętrza pojazdu kurzem z powierzchni badanego ciała niebieskiego. Przestrzeń połączenia ze względu na niewielkie rozmiary, może być przedmuchana w celu oczyszczenia z kurzu.
3. Stosowanie suitportu zapewnia znaczne oszczędności powietrza (jeżeli powietrze ze śluzy jest wypuszczane na zewnątrz) lub energii potrzebnej do opróżnienia śluzy (jeżeli powietrze ze śluzy jest odzyskiwane). Przy przechodzeniu przez istniejącą na ISS śluzę należy wypuścić w przestrzeń lub przepompować ok. 2,5 metra sześciennego powietrza. Użycie suitportu wymaga wypuszczenia lub przepompowania kilkunastu litrów powietrza[1].
4. Stosowanie systemu w którym człowiek nie jest narażony na zmiany ciśnienia eliminuje zagrożenie chorobą dekompresyjną

## Wady systemu
1. Złożoność systemu. Oprócz suitportu dla każdego skafandra pojazd musi mieć normalną śluzę, co zwiększa masę.
2. Utrudnione serwisowanie. Kombinezon wniesiony do wnętrza jest kontrolowany przed i po każdym wyjściu. Kombinezon pozostający na zewnątrz trudniej poddać dokładnym oględzinom.

## Historia
Początkowo spacer kosmiczny był skomplikowanym przedsięwzięciem, wymagającym wielogodzinnych przygotowań.
W latach 80. XX wieku w czasie prac koncepcyjnych nad budową stacji kosmicznej zakładano dużą liczbę spacerów kosmicznych, należało opracować system pozwalający na częste wychodzenie w przestrzeń. Suitport był jednym z rozwiązań. Został opatentowany w 1987 roku przez Marca Cohena. NASA testowało suitport w programie LER (Lunar Electric Rover) w 2008, wraz z kombinezonem NDX-2 na pustyni w Arizonie w 2008. W 2012 rozpoczęto testowanie suitportu w warunkach różnicy ciśnień z kombinezonem kosmicznym Z-1. Skonstruowany do współpracy z kilkoma nowymi mechanizmami dokującymi, suitport kombinezonu Z-1 testowany był w komorze próżniowej w Johnson Space Center.

## Inne użycie
Suitport może mieć zastosowanie również w warunkach ziemskich, na przykład w pojazdach do zwalczania skażeń.